# Amitostigma thailandicum
Amitostigma thailandicum là một loài thực vật có hoa trong họ Lan. Loài này được Seidenf. & Thaithong mô tả khoa học đầu tiên năm 1997.